# Cyrix Cx486SLC
Il Cyrix Cx486SLC fu il primo microprocessore presentato da Cyrix, messo in commercio dopo anni di vendite di coprocessori. Il 486SLC era un prodotto di fascia economica progettato per competere con l'Intel 80386SX, rispetto al quale offriva migliori prestazioni a un prezzo simile o inferiore.

## Storia
Presentato nel maggio 1992, era una CPU ibrida (come il successivo e più famoso Cyrix Cx5x86) che incorporava le caratteristiche di una nuova famiglia CPU (in questo caso la Intel 80486) usando però lo stesso connettore della famiglia precedente (Intel 80386SX). Girava alla velocità di 20, 25, 33 e 40 MHz, sebbene a 40 MHz avesse problemi di affidabilità con alcuni sistemi operativi.

## Caratteristiche tecniche
Il 486SLC può esser descritto come un 386SX con il set di istruzioni del 486 e 1 kB di cache L1 aggiunto. Sfortunatamente però ereditava il bus indirizzi a 24 bit e la limitazione a 16 MB di RAM del 386SX. Come il 386 e il 486SX, non incorporava il coprocessore matematico, ma a differenza del 486SX, poteva usare l'Intel 80387SX o compatibile. A causa delle limitazioni del bus e della minor quantità di cache disponibile le prestazioni non potevano competere con quelle del 486SX.
Il Cyrix Cx486SLC/e era la versione a basso consumo del Cx486SLC. Il Cx486SLC/e-V introduceva anche un voltaggio minore (3,3 V).
Il 486SLC era utilizzato principalmente in motherboard molto economiche e cloni di PC. Grazie al suo basso consumo, fu usato anche nei laptop.

## Alternative
Texas Instruments, che fabbricava il 486SLC per Cyrix, presentò anch'essa la propria versione di CPU, TI486SXLC, che offriva 8 kB di cache interna rispetto a 1kB del progetto originale. Anche IBM sviluppò processori con caratteristiche simili come i 486SLC, 486SLC2, 486SLC3 e i 386SLC, che però non si rifacevano al progetto Cyrix.